# Alte Schule Meimbressen

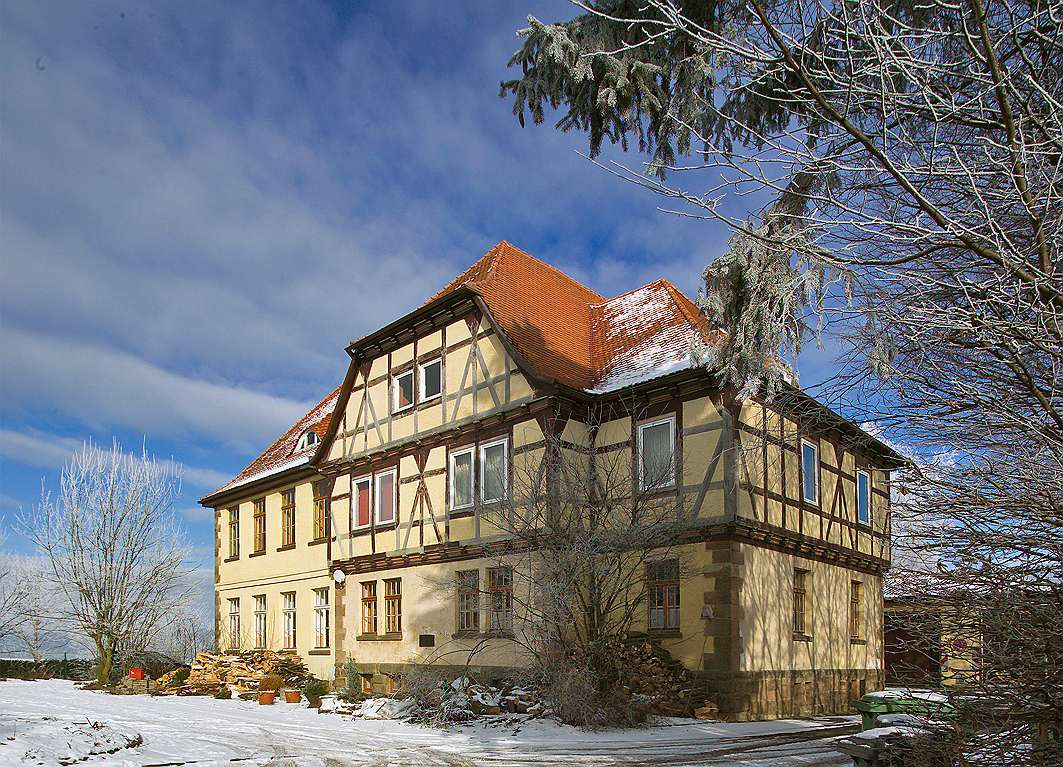
Alte Schule in Meimbressen

Die Alte Schule in Meimbressen, einem Ortsteil der Gemeinde Calden im Landkreis Kassel in Nordhessen, wurde in den 1920er Jahren errichtet. Das Schulgebäude an der Hauptstraße 38 ist ein geschütztes Kulturdenkmal.
Die Schule besteht aus einem massiven Erdgeschoss und seitlichem Saalteil mit bossiertem Sockelmauerwerk. Die Eckquaderung ist mit Sandstein ausgeführt. Das Fachwerkobergeschoss des Hauptteils mit Schmuckfachwerk wird von einem Mansarddach abgeschlossen. Der straßenseitige Risalit ist mit einem Krüppelwalm versehen.